# Bombylius canescens
Bombylius canescens är en tvåvingeart som beskrevs av Mikan 1796. Bombylius canescens ingår i släktet Bombylius och familjen svävflugor. Inga underarter finns listade i Catalogue of Life.